# Alejandro Araque
Alejandro Araque (Mérida, Estado Mérida, Venezuela; 14 de septiembre de 1995) es un futbolista venezolano que juega como portero en el Deportivo Táchira de la Primera División de Venezuela.

## Inicios
Debutó con apenas 20 años de edad en Estudiantes de Mérida, donde logró afianzarse como portero titular del conjunto académico.

### Torneo Apertura 2016
El 31 de enero de 2016 debuta con Estudiantes de Mérida en la Primera División de Venezuela 2016 en el partido ante Atlético Venezuela que termina en derrota 2-1 en el Estadio Brígido Iriarte de Caracas.
El 17 de febrero de 2016 dejaría su primer arco en cero en su carrera profesional, en la victoria 1-0 ante Petare Fútbol Club, hoy en día llamado Deportivo Petare Fútbol Club en el Estadio Metropolitano de Mérida de Mérida.
El 6 de abril de 2016 dejaría su segundo arco en cero en su carrera profesional, en la victoria 1-0 ante Llaneros de Guanare Escuela de Fútbol en el Estadio Metropolitano de Mérida de Mérida.
El 13 de abril de 2016 dejaría su tercer arco en cero en su carrera profesional, en el empate 0-0 ante Mineros de Guayana en el CTE Cachamay de Puerto Ordaz.
El 17 de abril de 2016 dejaría su cuarto arco en cero en su carrera profesional, en la victoria 1-0 ante Aragua Fútbol Club en el Estadio Metropolitano de Mérida de Mérida.
En este torneo logró afianzarse como el Portero titular del Estudiantes de Mérida a su corta edad.

### Torneo Clausura 2016
El 2 de julio de 2016 en el arranque del Torneo, logró su quinto arco en cero con el conjunto académico en la victoria 1-0 ante Atlético Venezuela Club de Fútbol en el Estadio Metropolitano de Mérida de Mérida.
El 21 de julio de 2016 logró dejar el arco en cero en el empate 0-0 ante Deportivo Táchira en el Clásico andino del fútbol venezolano disputado en el Polideportivo de Pueblo Nuevo de San Cristóbal.
El 10 de septiembre de 2016 logró su séptimo arco en cero en la victoria 1-0 ante Mineros de Guayana en el Estadio Metropolitano de Mérida de Mérida.
El 16 de octubre de 2016 logró su octavo arco en cero en la victoria 1-0 ante Zamora Fútbol Club en el Estadio Metropolitano de Mérida de Mérida.
El 19 de octubre de 2016 dio su primera asistencia en su carrera profesional, con un saque en largo para Luz Rodríguez al minuto 84 en la victoria 2-1 ante Deportivo La Guaira en el Estadio Metropolitano de Mérida de Mérida.

### Torneo Apertura 2017
El 5 de febrero de 2017 logró su noveno arco en cero con el conjunto académico en el empate 0-0 ante Trujillanos Fútbol Club en el Estadio Metropolitano de Mérida de Mérida.
El 19 de febrero de 2017 logró su décimo arco en cero con el conjunto académico en el empate 0-0 ante Monagas Sport Club en el Estadio Metropolitano de Mérida de Mérida.
El 2 de abril de 2017 logró su decimoprimer arco en cero con el conjunto académico en la victoria 2-0 ante Mineros de Guayana en el Estadio Metropolitano de Mérida de Mérida.

### Torneo Clausura 2017
El 17 de septiembre de 2017 logró su décimo segundo arco en cero con el conjunto académico en la victoria 1-0 ante Deportivo Anzoátegui Sport Club en el Estadio Metropolitano de Mérida de Mérida.
El 24 de septiembre de 2017 logró su segundo arco en cero con el conjunto académico durante el Torneo Clausura 2017 (Venezuela) en el empate 0-0 ante Deportivo Táchira en el Clásico andino del fútbol venezolano disputado en el Polideportivo de Pueblo Nuevo de San Cristóbal.
El 1 de octubre de 2017 logró su tercer arco en cero con el conjunto académico durante el Torneo Clausura 2017 (Venezuela) en el empate 0-0 ante Portuguesa F. C. en el Estadio Metropolitano de Mérida de Mérida.
El 4 de octubre de 2017 logró su cuarto arco en cero con el conjunto académico durante el Torneo Clausura 2017 (Venezuela) en el empate 0-0 ante Carabobo F.C. en el Polideportivo Misael Delgado de Valencia.
El 8 de octubre de 2017 logró su quinto arco en cero con el conjunto académico durante el Torneo Clausura 2017 (Venezuela) en la victoria 1-0 ante Atlético Socopó en el Estadio Metropolitano de Mérida de Mérida.
El 22 de octubre de 2017 logró su sexto arco en cero con el conjunto académico durante el Torneo Clausura 2017 (Venezuela) en la victoria 2-0 ante Deportivo JBL del Zulia en el Estadio Metropolitano de Mérida de Mérida.

### Torneo Apertura 2018
El 4 de febrero de 2018 logró su primer arco en cero con el conjunto académico durante el Torneo Apertura 2018 (Venezuela) en el empate 0-0 ante Caracas F.C. en el Estadio Olímpico de la UCV en Caracas.
El 5 de mayo de 2018 logró su segundo arco en cero con el conjunto académico durante el Torneo Apertura 2018 (Venezuela) en la victoria 3-0 ante Zamora F.C. en el Estadio Metropolitano de Mérida de Mérida.
Durante este torneo se clasificaron a la Liguilla, donde posteriormente terminarían siendo eliminados por el Zamora F.C. con un Global 6-2, tras caer en la ida 1-3 en el Estadio Metropolitano de Mérida de Mérida, donde disputaría los 90 minutos y en la Vuelta donde se repetiría el resultado 3-1 en el Estadio Agustín Tovar de Barinas y en este se quedaría en el banco de suplentes viendo la eliminación de su club de la Liguilla.

### Copa Sudamericana 2018
El 19 de abril de 2018 realiza su debut en una competición internacional en la Copa Sudamericana 2018 en el empate 1-1 ante Deportes Temuco en el Estadio Metropolitano de Mérida de Mérida.
El 10 de mayo de 2018 juega su segundo partido de esta edición, en la derrota 2-0 ante Deportes Temuco en el Estadio Germán Becker de Temuco, despidiéndose así del certamen internacional durante esta edición.

### Torneo Clausura 2018
El 12 de agosto de 2018 logró su primer arco en cero durante el Torneo Clausura 2018 (Venezuela) en la victoria 2-0 ante Academia Puerto Cabello en el Estadio Metropolitano de Mérida de Mérida.
El 22 de agosto de 2018 logró su segundo arco en cero durante el Torneo Clausura 2018 (Venezuela) en la victoria 2-0 ante Deportivo Anzoátegui en el Estadio Metropolitano de Mérida de Mérida.
El 26 de agosto de 2018 logró su tercer arco en cero durante el Torneo Clausura 2018 (Venezuela) en la victoria 0-1 ante Metropolitanos Fútbol Club en la Universidad Santa María en Caracas.

### Torneo Apertura 2019
El 27 de enero de 2019 deja su primer arco en cero durante el Torneo Apertura 2019 (Venezuela) en el empate 0-0 ante Llaneros de Guanare Escuela de Fútbol en el Estadio Rafael Calles Pinto.
El 17 de febrero de 2019 celebró su primera victoria en el Clásico andino del fútbol venezolano en la victoria 2-1 ante Deportivo Táchira en el Estadio Metropolitano de Mérida de Mérida.
El 23 de febrero de 2019 deja su segundo arco en cero durante el Torneo Apertura 2019 (Venezuela) en el empate 0-0 ante Aragua Fútbol Club en el Estadio Olímpico Hermanos Ghersi Páez de Maracay.
El 10 de marzo de 2019 deja su tercer arco en cero durante el Torneo Apertura 2019 (Venezuela) en la victoria 0-1 ante Trujillanos Fútbol Club en el Estadio José Alberto Pérez de Valera.
El 24 de marzo de 2019 deja su cuarto arco en cero durante el Torneo Apertura 2019 (Venezuela) en la victoria 3-0 ante Metropolitanos Fútbol Club en el Estadio Metropolitano de Mérida de Mérida.
El 18 de abril de 2019 deja su quinto arco en cero durante el Torneo Apertura 2019 (Venezuela) en la victoria 4-0 ante Zulia Fútbol Club en el Estadio Metropolitano de Mérida de Mérida.
El 21 de abril de 2019 deja su sexto arco en cero durante el Torneo Apertura 2019 (Venezuela) en la victoria 4-0 ante Estudiantes de Caracas Sport Club en el Estadio Metropolitano de Mérida de Mérida.
El 12 de mayo de 2019 usaría la banda de capitán del Estudiantes de Mérida por primera vez en el empate 1-1 ante Lala FC en el CTE Cachamay de Puerto Ordaz.
El 19 de mayo de 2019 repetiría usando la banda de capitán del Estudiantes de Mérida en el empate 2-2 ante Deportivo La Guaira en el Estadio Metropolitano de Mérida de Mérida.
Posteriormente se clasificarían a la Liguilla del Torneo Apertura 2019 (Venezuela), donde dejaría el arco en cero en la ida de la Final del Torneo Apertura 2019 (Venezuela) donde empataron 0-0 ante Mineros de Guayana en el Estadio Metropolitano de Mérida de Mérida y en la vuelta de la Final que terminó en empate 0-0 en el CTE Cachamay de Puerto Ordaz forzando la tanda de penales donde atajaría todos los penales del Mineros de Guayana, donde declararía en una entrevista después del partido que estudia a los cobradores de penales del Mineros de Guayana y eso le ayudó a adivinar a donde iban a cobrar.

### Torneo Clausura 2019
El 25 de agosto de 2019 anotaría su primer gol con el Estudiantes de Mérida al minuto 40 en la victoria 2-1 ante Academia Puerto Cabello en el Complejo Deportivo Socialista "La Bombonerita" en Puerto Cabello de Penalti.
El 10 de octubre de 2019 jugaría como titular en la última Jornada del Torneo Clausura 2019 (Venezuela), finalizando así siendo titular en todos los partidos tanto del Torneo Apertura 2019 como del Torneo Clausura 2019, completando los 37 partidos durante la Primera División de Venezuela 2019 como titular con 3414 minutos jugados, anotando un gol y con 36 goles recibidos durante la Temporada, afianzandose aún más en el pórtico de Estudiantes de Mérida y siendo considerado como ídolo del conjunto académico por lo realizado durante el Torneo Apertura 2019, al atajarle 3 penales al Mineros de Guayana en la Tanda de Penaltis para consagrarse como Campeón del Torneo.
El 11 de diciembre de 2019 jugaría como titular en la Ida de la Final Absoluta del Fútbol Venezolano 2019 entre Estudiantes de Mérida y Caracas Fútbol Club que terminaría en empate 1-1 en el Estadio Guillermo Soto Rosa de Mérida.
El 15 de diciembre de 2019 jugaría como titular en la Vuelta de la Final Absoluta del Fútbol Venezolano 2019 entre Caracas F.C. y Estudiantes de Mérida que terminaría en empate 1-1 en los 90 minutos de juego y se irían a la Tanda de Penaltis donde caerían derrotados 4-3, donde el último Penal sería cobrado por él y atajado por Alain Baroja y se consagraria Campeón el Caracas Fútbol Club de la Primera División de Venezuela 2019, siendo el Estudiantes de Mérida el Subcampeón de la Primera División de Venezuela 2019, el jugador saldría del campo desconsolado en llanto tras haber fallado su penalti en el Estadio Olímpico de la UCV en Caracas, tras haber desperdiciado la oportunidad del Estudiantes de Mérida de quedar Campeón en la Tanda de Penaltis.

## Clubes
| Club                  | País      | Año             |
| --------------------- | --------- | --------------- |
| Estudiantes de Mérida | Venezuela | 2016-Actualidad |

### Estadísticas
* Actualizado al 19 de diciembre de 2019

| Estudiantes de Mérida · Venezuela |                     |                     |     |   |   |   |   |   |   |   |     |   |   |     |   |   |
| 1.ª | 2016                | 32                  | 0   | 1 | 0 | 0 | 0 | — | — | — | 32  | 0 | 0 |     |   |   |
| 1.ª | 2017                | 20                  | 0   | 0 | 0 | 1 | 0 | — | — | — | 20  | 0 | 0 |     |   |   |
| 1.ª | 2018                | 34                  | 0   | 0 | 0 | 2 | 0 | — | — | — | 36  | 0 | 0 |     |   |   |
| 1.ª | 2019                | 39                  | 1   | 0 | 0 | 2 | 0 | — | — | — | 39  | 1 | 0 |     |   |   |
| 1.ª | Total               | Total               | 125 | 1 | 1 | 3 | 0 |   |   |   | 133 | 1 | 1 |     |   |   |
| Total en su carrera | Total en su carrera | Total en su carrera | 125 | 1 | 1 | 3 | 0 | 0 | 4 | 0 |     |   |   | 133 | 1 | 1 |
| (1) La copa nacional se refiere a la Copa Venezuela. (2) Promedio de goles recibidos por partidos no incluye goles recibidos en partidos amistosos. |                     |                     |     |   |   |   |   |   |   |   |     |   |   |     |   |   |

## Palmarés

### Campeonatos nacionales
| Título           | Club                  | País      | Año  |
| ---------------- | --------------------- | --------- | ---- |
| Torneo Apertura  | Estudiantes de Mérida | Venezuela | 2019 |
| Primera División | Deportivo Táchira     | Venezuela | 2023 |
| Torneo Clausura  | Deportivo Táchira     | Venezuela | 2024 |
| Primera División | Deportivo Táchira     | Venezuela | 2024 |